# Bea Benaderet
Beatrice Benaderet, detta Bea (New York, 4 aprile 1906 – Los Angeles, 13 ottobre 1968), è stata un'attrice statunitense.

## Biografia
Nata a New York City, aveva origini turche da parte del padre e irlandesi da parte della madre. Frequentò la St. Rose Academy High School e si formò come attrice a San Francisco, presso la Reginald Travis School of Acting. Iniziò quindi a esibirsi nei teatri e nelle radio della San Francisco Bay Area, prima di intraprendere la carriera a Hollywood.
Visse la cosiddetta "età dell'oro" della radio, dalla fine degli anni '20 ai primi anni '50, partecipando a numerosi programmi al fianco di comici come Jack Benny, George Burns, Gracie Allen e Lucille Ball. Si specializzò anche nel doppiaggio di cartoni animati della Warner Bros. Cartoons dai primi anni '40 fino alla metà degli anni '50.
In TV diventò un volto di spicco delle sitcom, prima con The George Burns and Gracie Allen Show (1950-1958), ruolo per il quale ottenne due candidature ai Primetime Emmy Awards (1954 e 1955) nella categoria "miglior attrice non protagonista" ("Outstanding Supporting Actress in a Comedy Series"). Negli anni '60 ebbe ruoli regolari in diversi serie come The Beverly Hillbillies e Petticoat Junction. Inoltre doppiò il personaggio di Betty Rubble ne I Flintstones nel periodo 1960-1964.
Ha una stella sulla Hollywood Walk of Fame in onore del suo lavoro svolto in televisione.
Bea Benaderet morì a causa di un cancro ai polmoni all'età di 62 anni. Fu sposata con Jim Bannon dal 1938 al 1950. Uno dei suoi figli è l'attore Jack Bannon. Dal 1958 alla morte fu sposata con Eugene Twombly.

## Radio
- Blue Monday Jamboree (1927–1936)
- The Jack Benny Program (1937–1955)
- Fibber McGee and Molly (1939–1951)
- The Campbell Playhouse (1939–1940)
- Lux Radio Theatre (1940–1944)
- The George Burns and Gracie Allen Show (1942–1949)
- Cavalcade of America (1942–1944)
- A Date with Judy (1942)
- Mayor of the Town (1942)
- Lights Out (1943)
- Command Performance (1943–1946)
- Suspense (1943–1944)
- The Great Gildersleeve (1943–1949)
- The Red Skelton Program (1944)
- The Adventures of Ozzie and Harriet (1944–1945)
- The Adventures of Maisie (1945–1952)
- This is Your FBI (1945–1953)
- The Mel Blanc Show (1946–1947)
- A Day in the Life of Dennis Day (1946–1951)
- The Lum and Abner Show (1948)
- Hallmark Playhouse (1948–1951)
- My Favorite Husband (1948–1951)
- Granby's Green Acres (1950)
- The Penny Singleton Show (1950)
- Broadway Is My Beat (1950–1951)
- The Halls of Ivy (1950–1952)
- Hollywood Star Playhouse (1951)
- Meet Millie (1951–1954)

## Filmografia parziale

### Cinema
- Notorious - L'amante perduta (Notorious), regia di Alfred Hitchcock (1946) - non accreditata
- Un giorno a New York (On the Town), regia di Stanley Donen e Gene Kelly (1949) - non accreditata
- The First Time, regia di Frank Tashlin (1952) - non accreditata
- L'amante sconosciuto (Black Widow), regia di Nunnally Johnson (1954) - non accreditata
- Le dodici pistole del West (Plunderers of Painted Flats), regia di Albert C. Gannaway (1959)
- Tenera è la notte (Tender Is the Night), regia di Henry King (1962)

### Televisione
- The George Burns and Gracie Allen Show – serie TV, 292 episodi (1950-1958)
- Lucy ed io (I Love Lucy) – serie TV, episodio 1x15 (1952)
- The Jack Benny Program – serie TV, 7 episodi (1952-1955)
- Screen Directors Playhouse – serie TV, episodio 1x03 (1955)
- The Bob Cummings Show – serie TV, episodi 2x34-3x24 (1956-1957)
- The Restless Gun – serie TV, episodio 2x31 (1959)
- Mister Magoo – serie animata (1960) - voce
- The Flintstones – serie animata (1960-1964) - voce
- Peter Loves Mary – serie TV, 32 episodi (1960-1961)
- Top Cat (1961-1962) – serie animata - voce
- Pete and Gladys – serie TV, episodio 2x36 (1962)
- The Beverly Hillbillies – serie TV, 23 episodi (1962-1967)
- Vacation Playhouse – serie TV, episodio 1x07 (1963)
- Petticoat Junction – serie TV, 174 episodi (1963-1968)
- La fattoria dei giorni felici (Green Acres) – serie TV, 6 episodi (1965-1966)